# Kim Jae-yup
Dans ce nom coréen, le nom de famille, Kim, précède le nom personnel.
Kim Jae-yup, né le 17 mai 1965, est un judoka sud-coréen évoluant dans la catégorie des moins de 60 kg (poids super-légers) et des moins de 65 kg (poids mi-légers). Il est sacré champion olympique en 1988 en poids super-légers.

## Palmarès
| Année | Compétition           | Lieu        | Résultat | Catégorie      |
| ----- | --------------------- | ----------- | -------- | -------------- |
| 1984  | Jeux olympiques       | Los Angeles | 2e       | Moins de 60 kg |
| 1987  | Championnats du monde | Essen       | 1er      | Moins de 60 kg |
| 1988  | Championnats d'Asie   | Damas       | 1er      | Moins de 60 kg |
| 1988  | Jeux olympiques       | Séoul       | 1er      | Moins de 60 kg |